# Parobisium magnum chejuense
Parobisium magnum chejuense es una subespecie de arácnido del orden Pseudoscorpionida de la familia Neobisiidae.

## Distribución geográfica
Se encuentra en Corea.